# 松本筑峯
松本 筑峯（まつもと ちくほう、1918年（大正7年）9月25日 - 2009年（平成21年）12月22日）は日本の書家。現代破体書道の第一人者。石川県羽咋市に生まれ、茨城県下妻市で育つ。本名は磐祐。東洋書道芸術学会会長。松本書道会名誉会長。月刊書道誌『方円』・季刊書道誌『破体』発行。『破体書道史（中国編・日本編）』他著書多数。
世界各地で個展や破体展を開催。海外でも究極の書芸術「破体」に対しての評価は非常に高く、精力的に破体書道の普及に取り組んだ。大韓民国社会教育文化大賞・中国南京市文化功労者、中国鎮江市文化交流貢献賞等を受賞し、破体書法国際展審査長を歴任した。

## 学歴
茨城県立下妻中学校（現在の茨城県立下妻第一高等学校）卒業
1941年（昭和16年）、東京美術学校（現在の東京芸術大学）師範科卒業

## 主な来歴
1918年（大正7年）、9月25日に松本源祐の五男として石川県羽咋市（現在の白山市）に生まれる
1923年（大正12年）、父親の松本源祐が石川県羽咋市（現在の石川県白山市一里野）で生祠され、開成社と命名
1941年（昭和16年）、東京美術学校師範科卒業
在学中、書道漢字は石橋犀水、仮名は比田井小琴、油絵は小林万吾、井原宇三郎、日本画は矢沢弦月に師事
1941年（昭和16年）、愛知県豊橋中学校（現在の時習館高校）の図画の教師として赴任。東京美術学校卒業後、教師と破体書道探究のパラレルキャリアを実践
1943年 (昭和18年)、東京美術学校（現在の東京芸術大学）の推薦により、東京陸軍幼年学校の書道と図画の教官として赴任。戦時中であったため、絵の材料が不足していたこともあり、書に勢いが傾くことになる
1944年（昭和19年）、石橋犀水の長女松本子游と結婚
1945年 (昭和20年)、日本国敗戦後、東京陸軍幼年学校が廃校となる。東京府八王子市立高等女学校（現在の東京都立富士森高等学校）の美術と書道の教師として赴任
1949年 （昭和24年）、東京都立町田高等学校の美術・書道教師として転任
1950年（昭和25年）、岳父の石橋犀水が日本書道教育学会を創設、月刊書道誌「不二」を発行したので、内員として編集に携わる
1950年（昭和25年）、父松本源祐が歿、本格的に破体書創作に着手
1952年（昭和27年）、岳父の石橋犀水と尾上柴舟が結成した日本書道教育学会が開催する第二回書道学会展に破体書の処女作・「鳥遊」を審査員として出品するが、一部の学会員より猛烈に酷評される
1955年（昭和30年）、東洋書道芸術学会と、松本書道会を創設し会長に就任。日本の現書壇との関係を一切断ち切り独自の道を進む
1956年（昭和31年）、東洋書道芸術学会発行、月刊書道誌「方円」を発行し、主幹となる
1973年 （昭和48年）、55歳のときに東京都立町田高等学校を退職
1974年（昭和49年）、東京都 中央区の銀座松屋画廊において破体個展開催
1981年（昭和56年）、茨城県 下妻市において破体個展開催
1983年（昭和58年）、フランス パリにおいて破体パリ展開催
1984年（昭和59年）、茨城県 下妻市において破体個展開催
1985年（昭和60年）、アメリカ ハワイ州において破体ハワイ展開催
1988年（昭和63年）、中国 鎮江市において破体中国鎮江展開催
1990年（平成2年）、オーストリア ウィーンにおいて破体ウィーン展開催
1990年（平成2年）、ギリシャ アテネにおいて破体アテネ展開催
1990年（平成2年）、韓国 ソウルにおいて韓日書芸二百人招待展開催
1991年（平成3年）、韓国 ソウルにおいて韓国文化芸術研究所主催、亜細亜美術招待展開催出品（以降毎年出品）
1992年（平成4年）、中国 北京市において北京展開催
1992年（平成4年）、韓国において大韓民国社会教育大賞受賞
1992年（平成4年）、中国 南京市において「顔真卿碑林」に建碑
1992年（平成4年）、中国 南京市において南京市文化功労者に選定
1993年（平成5年）、中国 鎮江市 焦山において「破体碑亭」を建立
1994年（平成6年）、新宿 小田急美術館において破体個展開催
1994年（平成6年）、中国 鎮江市において中国鎮江市文化交流貢献賞受賞
1994年（平成6年）、イギリス ロンドンにおいて破体ロンドン個展開催
1994年（平成6年）、スロバキア ブラチスラヴァにおいて破体ブラチスラヴァ個展開催
1997年（平成9年）、茨城県 下妻市の下妻市ふるさと博物館において特別展「書道家―松本筑峯破体展」開催
1998年（平成10年）、中国 鎮江市において破体中国鎮江展開催
1998年（平成10年）、中国 マカオにおいて第一回国際書画芸術交流大展に参加
1999年（平成11年）、韓国 ソウルにおいて亜細亜美術賞受賞
（参考文献および出典：松本筑峯著・傘寿と破体・破体書独創56年）

## 功績
一紙面上で、2つ以上の書体を組み合わせて表現するきわめて芸術性の高い書法「破体」の徹底的な研究を行なう。方勢（隷書）と円勢（金文・草書）を組み合わせて表現する書法を確立した。恩師・石橋犀水のもとを離れ、破体書の創作・普及活動を展開した。
東京都美術館において年一回東洋書芸展（公募）を開催、また中国、韓国、マカオ、パリ、ハワイ、ウィーン、アテネ、ロンドン、ブラチスラバなどで海外展を開催し、世界各国で破体書に関心を寄せられるまでになった。
なお、松本筑峯の破体作品は、下記の点に留意して作品創作を行っている。
- 表現の書の素材を金文（円勢）・隷書（方勢）とし、時に草書の（円勢）を補う。
- 文字の大小、スペースの広狭による紙面の構成。
- 一点、線の中に、一筆によって墨色の濃淡を出す、立体的線条美の表現。等

（参考文献および出典：松本筑峯著・破体書独創56年）

## エピソード
もともと左利きであったが、物心がついたときには、両利きとなり、右手でも左手でも寸分違わず、同じように字を書くことができ、絵を描くことができた。
定規を使わずに、フリーハンドで一直線を手書きで精密に書くことができた。
作品創作に関しても、頭の中に正確に構図が出来上がっているため、実際に紙に書くのは１枚で仕上げていた。
幼少期より、生涯絵を描いて過ごそうと決めていた。絵を描くことが好きなのと、物を正確に描く力があった。後期印象派の絵画に心酔し、オーギュスト・ロダンの彫刻に、パブロ・ピカソの世界に、無我夢中で夢をふくらませ、美校へ進学した。師範科で恩師であり、のちの岳父である石橋犀水とめぐりあったことで、書に興味をもつようになり、書は線の芸術であることを知る。
美校在学中、書道教育家としても名高い石橋犀水は一人一人、生徒の席に座って、その筆を執り、揮毫していた。
石橋犀水の正確に臨書する結体はともかく、懸腕直筆によって丹念に書いた文字のねばりのある、深い線質に魅せられ、書の道に進むことになる。
美術学校在学中に、当時美術学校で書道の教鞭をとっていた石橋犀水と出会い、石橋犀水から、絵画専攻から書道専攻転向への熱いアプローチを受ける。
面倒見のよい石橋犀水は、しばしば優秀な生徒を自宅に招き、書道談義を行ったり、食事を共にしたりしていた。石橋犀水の熱意に惹かれ、書道で生きていくことを決意した。
1952年（昭和27年）、岳父の石橋犀水が結成した日本書道教育学会が東京都美術館において開催をする第二回書道学会展に、満を期して破体書処女作である「鳥遊」を発表した。「遊」を草書で紙面いっぱいに大きくあしらい、右隅に小さく「鳥」を金文調で書いた作品である。しかし、松本筑峯の破体書の処女作は、一部の学会員からの辛辣な酷評に終わった。
「私なりに十分に構想を練った作品でしたが、理解されなかった。無理のない話かも知れませんが、これで私の腹は決まりました。こんな仲間とは一緒にやれない、と。そして破体書への挑戦の気持ちがいっそう高まった。」（松本筑峯談そのまま掲載）
実際のところ、松本筑峯の破体書の処女作「鳥遊」は、翌月の書道月刊誌「不二」の表紙を飾った。
破体書の追求を思う存分にするには、当時の封建的な日本での書壇では難しいと強く思ったこともあり、誰ひとり学会から引き抜きをすることをしないという念書を書き学会に提出、完全に一人で破体書の探究を始めることになる。
妻、松本子游は筑峯のよき理解者であり、生涯、公私ともに良き伴侶となる。
松本筑峯の信条は、「作品で勝負をする」である。
（参考文献および出典：松本筑峯著・傘寿と破体・破体書独創56年）

## 身近な作品
- 映画　『千利休 本覺坊遺文』ポスター題字 東宝映画
  - （1989年ヴェネツィア国際映画祭サン・マルコ銀獅子賞受賞作品）
- 映画　『人間の約束』 タイトル・邸宅内全作品 西友映画
  - （1986年度日本唯一カンヌ映画祭公式参加作品）

- ドラマ　『横溝正史傑作サスペンス・犬神家の一族』題字 テレビ朝日・にっかつ（1990年）

- 碑文 茨城県下妻市多賀谷城址公園内『征きて還らざる人々』揮毫
- 碑文 茨城県下妻市多賀谷城址公園内『戦後50周年記念碑』揮毫
- 碑文 茨城県下妻市高道祖に『県営排水対策特別圃場設備事業竣工記念碑』揮毫
- 碑文 石川県白山市一里野　開成社『松本源祐能美郡長遺徳記』と歌碑、揮毫

- 建碑 中国 南京市顔真卿碑林に『飛々凌太清』
- 建碑 中国 鎮江市焦山に破体碑亭『仙人如愛我挙手来相招』

- 所蔵作品　盛岡橋本美術館内　破体3点 (橋本美術館閉館後盛岡市に移管）
- 所蔵作品　茨城県立下妻第一高等学校為桜学習館　破体2点
- 所蔵作品　茨城県下妻市博物館　破体5点
- 所蔵作品　天龍寺「月下三舟」
- 所蔵作品　佐久市立近代美術館「泥中蓮」
- 所蔵作品　中国　鎮江博物館「旭日蒼松」
- 所蔵作品　スリランカ国立仏教会館「鳥歌花舞」
- 収蔵作品　ポーランド・トルン地域博物館「晧月千里」（2010年）
- 収蔵作品　チェコ・プラハ　国立美術館収蔵　「萬物は流転する」

（参考文献および出典：松本筑峯著・破体書独創56年）

## お別れの会
2010年（平成22年）1月30日（土）午前11時30分～午後1時30分に京王プラザホテル八王子5階「翔王」でとり行われた。
約500名の参列があり、故人を偲んだ。